# Gueorgui Shpaguin
Gueorgui Semiónovich Shpaguin (en ruso: Георгий Семёнович Шпагин; 29 de abril de 1897 - 6 de febrero de 1952) fue un diseñador de armas soviético ruso. Es conocido por ser el creador del famoso subfusil PPSh-41.

## Biografía
Shpaguin nació en 1897 en el seno de una familia de campesinos en Klyushnikovo, cerca de Kovrov, en lo que entonces era el Imperio ruso. Acudió a la escuela por tres años, antes de hacerse carpintero a los 12 años (en 1909). 
Fue reclutado para el Ejército Ruso en 1916 para el Frente Oriental de la Primera Guerra Mundial. Fue asignado a trabajar reparando artillería al año siguiente.
Durante la Revolución rusa de 1917, fue miembro del Ejército Rojo, y trabajó como armero en el óblast de Vladímir. 
Después de 1920, trabajó en un taller diseñando armas en la misma área, trabajando con Vladímir Fiódorov y Vasili Degtiariov. Desde 1922 diseña nuevos tipos de armas
En 1938 su taller diseñó la ametralladora pesada DShK, después de una década y media de infructuosos intentos en la creación de un arma de estas características. Todavía es usada como defensa antiaérea. En la Segunda Guerra Mundial se hicieron unas 8.000 unidades de este modelo. 
En 1940, diseñó su mayor éxito, el subfusil PPSh-41, que se convirtió en el arma automática del Ejército Rojo en la contienda. Era barata de producir y fácil de mantener. 
Inventó nueva pistola de bengalas en 1943. (SPSh-44)
Se unió al Partido Comunista de la Unión Soviética en 1944.
Fue miembro del Sóviet Supremo de la URSS desde 1946 a 1950. Sin embargo, se puso seriamente enfermo de cáncer de estómago y murió en Moscú a principios de 1952.

## Condecoraciones
- Premio Estatal de la Unión Soviética (1941)[1][2]
- Héroe del Trabajo Socialista (1945)[1][2] - por la "creación de nuevos tipos de armas e incrementar el poder de combate del Ejército Rojo"
- Orden de Lenin (tres veces)[1][2]
- Orden de Suvórov de 2.ª Clase[2] (1945)
- Orden de la Estrella Roja[2] (1938)

## Reconocimiento póstumo
Una calle de Viatka lleva su nombre. Tanto en Kovrov como Viatka hay varios monumentos a su persona.